# Harlow PJC-2
Harlow PJC-2 là một loại máy bay thông dụng của Hoa Kỳ trong thập niên 1930, do Max Harlow thiết kế.

## Biến thể
PJC-1
PJC-2

## Tính năng kỹ chiến thuật Harlow PJC-2
Dữ liệu lấy từ The Illustrated Encyclopedia of Aircraft (Part Work 1982-1985), 1985, Orbis Publishing, Page 2099
Đặc điểm tổng quát
- Kíp lái: 1
- Sức chứa: 3 hành khách
- Chiều dài: 23 ft 4 in (7.11 m)
- Sải cánh: 35 ft 10 in (10.92 m)
- Chiều cao: 7 ft 8 in (2.34 m)
- Diện tích cánh: 185 ft2 (17.19 m2)
- Trọng lượng rỗng: 1661 lb (753 kg)
- Trọng lượng có tải: 2600 lb (1179 kg)
- Động cơ: 1 × Warner Super Scarab Series 50, 145 hp (108 kW) mỗi chiếc

Hiệu suất bay
- Vận tốc cực đại: 160 mph (257 km/h)
- Vận tốc hành trình: 140 mph (224 km/h)
- Tầm bay: 490 dặm (788 km)
- Trần bay: 15,500 ft (4725 m)